# Gávea

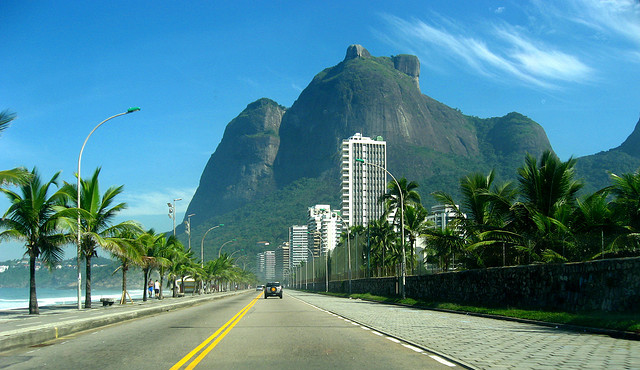
Pedra da Gávea

Gávea ist ein Stadtviertel im Süden von Rio de Janeiro. Das Viertel gehört zu den besseren in der Stadt, dort befindet sich auch die Päpstliche Katholische Universität von Rio de Janeiro.
Der Stadtteil ist von Grünanlagen, wie dem Parque Natural Municipal da Cidade, geprägt und liegt am Rande des Tijuca-Nationalparks. Der brasilianische Dichter Vinícius de Moraes wurde dort geboren.